# Adelante (Venezuela)
Adelante est un parti politique vénézuélien social-démocrate. Il a été créé en 2021 après la prise de contrôle de l'Action démocratique par des dissidents du parti avec le soutien du pouvoir chaviste.

## Historique
Le 16 juin 2020, le Tribunal suprême de justice décide de remplacer Isabel Carmona de Serra et Henry Ramos Allup, par José Bernabé Gutiérrez. Le parti Adelante est créé en 2021 après cette prise de contrôle de l'Action démocratique par des dissidents du parti avec le soutien du pouvoir chaviste,.
Membre du parti, Sergio Garrido est élu gouverneur de Barinas face à Jorge Arreaza,. À l'issue de la campagne, l'opposition remporte le scrutin dans un État clé et symbolique du chavisme depuis les années 1990.